# Ratera (estri)
|  | Per a altres significats, vegeu «Ratera». |

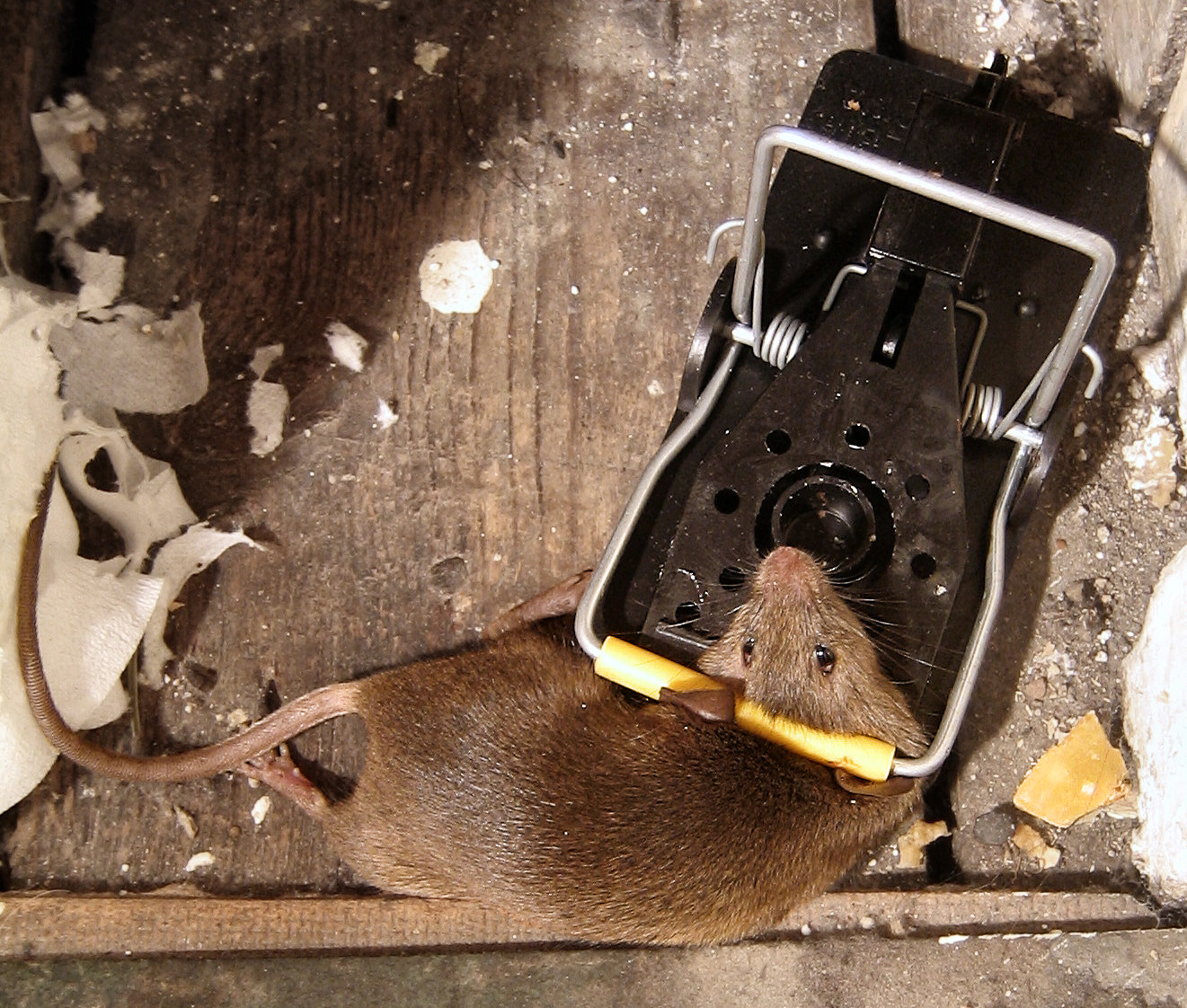
Un Ratolí mort en una ratera.

Una  ratera  és un tipus especialitzat de parany dissenyada principalment per a la captura de ratolins, però també es pot usar per atrapar altres animals petits. Les rateres són generalment posades a l'interior, en llocs on hi ha una sospita d'infestació de rosegadors. Hi ha diversos tipus de trampes per a ratolins, cadascun amb els seus propis avantatges i desavantatges. Algunes rateres estan dissenyades per a la captura de diverses espècies d'animals, com rates, esquirols, i altres petits rosegadors.

## Dissenys de la ratera

### Ratera de barra de ressort

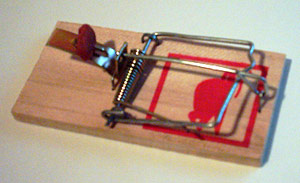
Ratera de Barra de ressort amb el seu esquer.

La primera ratera de Barra de ressort va ser inventada per William C. Hooker d'Abingdon (Illinois), qui va rebre la patent número 528.671 als EUA pel seu disseny el 1894.
El tipus tradicional va ser inventat per Hiram Stevens Maxim. Es tracta d'un senzill dispositiu amb una gran barra de ressort, i que té un ganxo on es posa formatge, com a esquer. Altres aliments com la civada, xocolata, pa, carn, mantega i mantega de cacauet també són eficaços. La barra de ressort es tanca ràpidament i amb molta força quan, normalment un ratolí o una rata, toca el ganxo. La força és tal, que el coll del ratolí es trencarà (també en pot trencar les costelles o el crani). Les rates, en ser més grans, poden escapar de les rateres, de manera que s'hi ha de fer servir una trampa igual, però més gran.

### Boca ratera

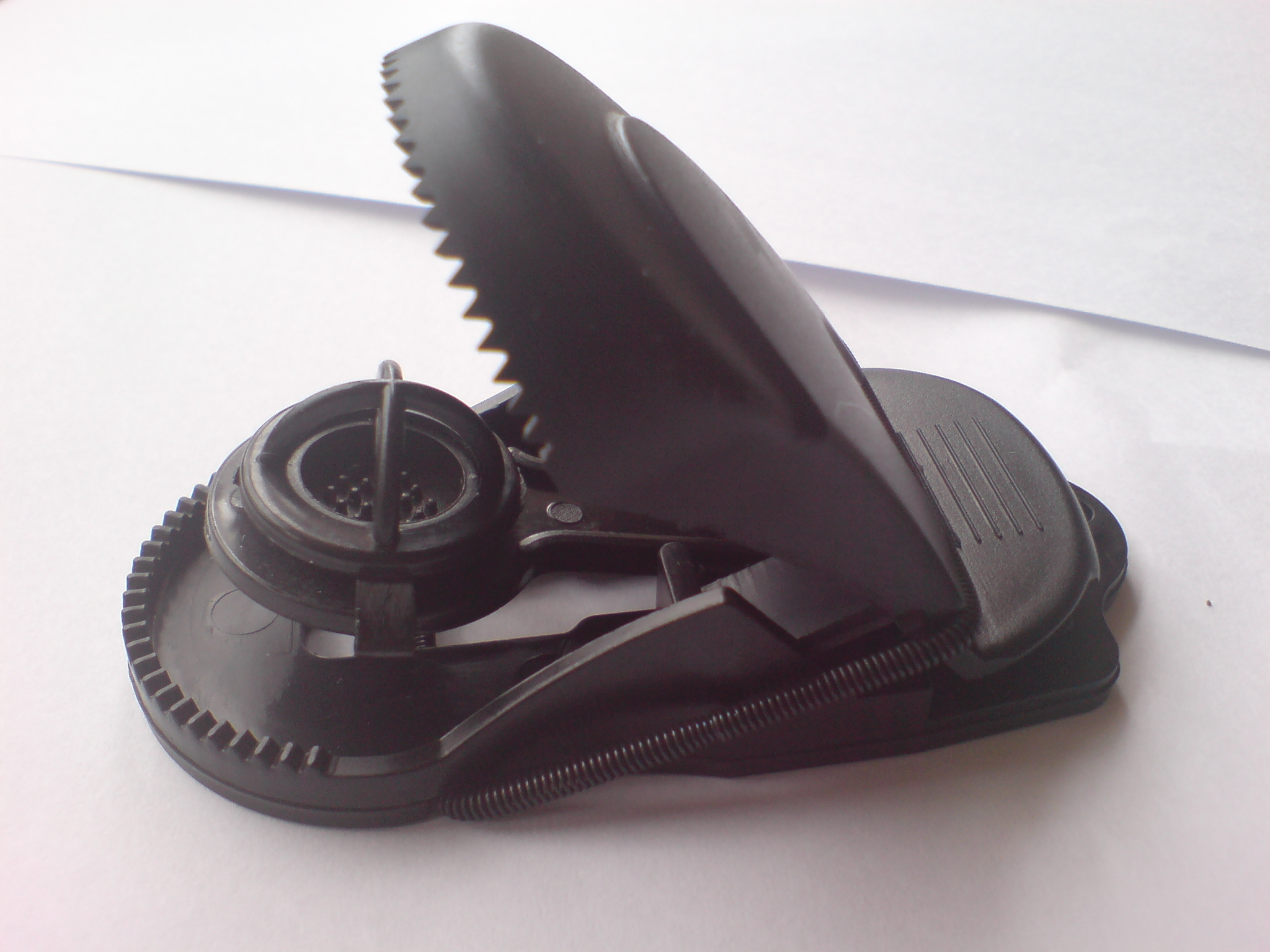
Boca ratera.

Aquesta lleugera ratera consisteix en un conjunt de mordasses de plàstic operat per un ressort en espiral i mecanisme d'activació a l'interior de la trampa, on es col·loca l'esquer. El disparador tanca les mandíbules, les quals poden matar a molts rosegadors.

### Ratera elèctrica
Aquest tipus de trampa per a ratolins, més modern, proporciona una descàrrega letal d'electricitat quan el rosegador fa contacte amb dos elèctrodes situats a l'entrada, o entre l'entrada i l'esquer. Els elèctrodes es troben aïllats en una caixa de plàstic per evitar lesions als éssers humans i animals domèstics. Poden ser dissenyats per a ús domèstic.

### Ratera de Ratolins vius

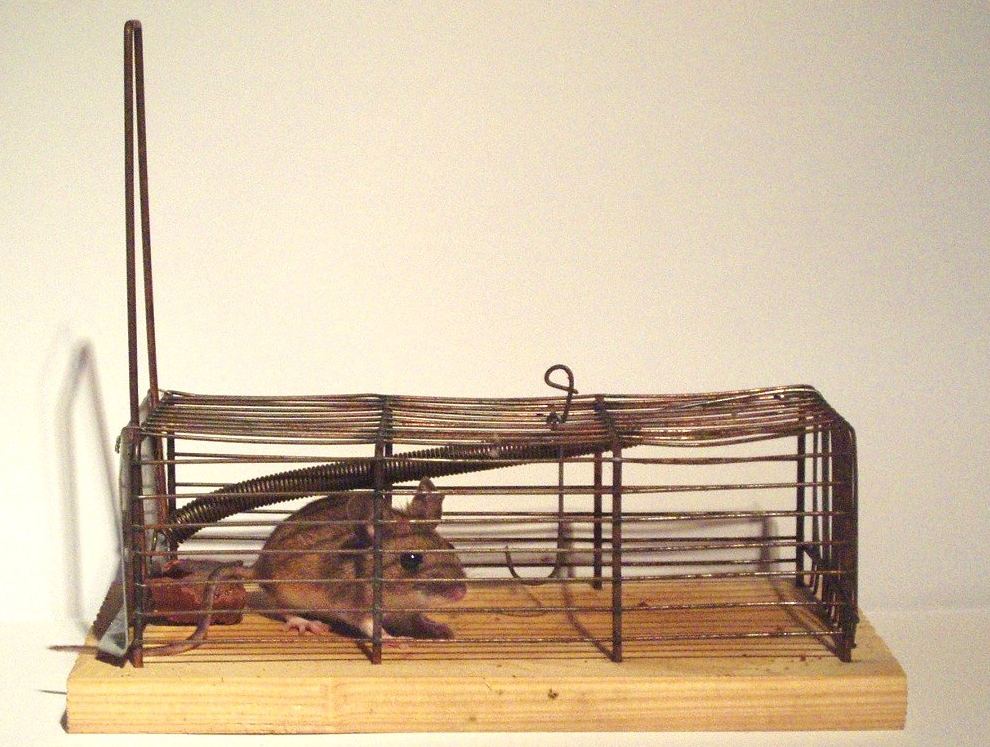
Ratera de ratolins vius.

Altres rateres són les que capturen ratolins vius, perquè puguin ser alliberats al medi silvestre. És convenient d'alliberar-los ràpidament, perquè podrien morir d'estrès o de deshidratació. La supervivència després de l'alliberament tampoc no està garantida, ja que els ratolins tendiran a buscar assentaments humans, on podrien trobar-se amb rateres letals o poden ser menjats pels depredadors.

## Alternatives
Molts, en lloc d'usar rateres, usen verí per a rates que generalment es barreja amb menjar i es deixa damunt d'un paper. S'ha de tenir molta cura en usar aquests productes per causa de llur toxicitat, i són un perill inherent per a nens i mascotes.